# EMedicine
eMedicine是一個建立於1996年的線上臨床醫學知識庫，創建者為兩名醫生，分別是Scott Plantz與Richard Lavely。這家公司於2006年賣給了WebMD。

## 外部連結
- eMedicine website（页面存档备份，存于）